# Falcatifolium taxoides
Falcatifolium taxoides è una conifera appartenente alla famiglia delle Podocarpaceae, endemica della Nuova Caledonia.

## Descrizione
Piccolo albero che talvolta presenta portamento arbustivo, che raggiunge i 15 m d'altezza. Cresce nelle aree boschive della Nuova Caledonia, occupandone comunemente il sottobosco.
F. taxoides è l'unico ospite di un'altra specie appartenente alle Podocarpaceae, Parasitaxus ustus.

## Tassonomia
La specie è stata descritta per la prima volta nel 1866 come Dacrydium taxoides Brongn. et Gris. Sinonimi successivi sono Nageia taxoides (Brongn. & Gris) Kuntze, 1891, Pinus falciformis Parl., 1868 e Podocarpus taxoides Carrière, 1867, che include la varietà gracilis.